# Casting the Stones
Casting the Stones è un album in studio del gruppo heavy metal statunitense Jag Panzer del 2004.
La traccia The Mission (1943) contiene riferimenti al film I cannoni di Navarone.

## Tracce
1. Feast or Famine - 4:14
2. The Mission (1943) - 4:09
3. Vigilant - 5:03
4. Achilles - 2:46
5. Tempest - 4:40
6. Legion Immortal - 4:31
7. Battered & Bruised - 4:46
8. Cold - 3:36
9. Starlight's Fury - 6:18
10. The Harkening - 4:44
11. The Precipice - 6:26

## Formazione
- Harry Conklin - voce
- Mark Briody - chitarra
- Chris Broderick - chitarra
- John Tetley -  basso
- Rikard Stjernquist - batteria